# Клдиашвили, Симон Григорьевич
Симон Григорьевич Клдиашвили (груз. სიმონ გრიგოლის ძე კლდიაშვილი; 2 февраля 1865, Кутаис, Кавказское наместничество — 26 мая 1920) — грузинский архитектор.

## Биография
Учился в Тифлисском Александровском учительском институте. В 1895 году окончил Московское училище живописи, ваяния и зодчества. Занимался частной практикой. С 1896 года жил и работал в Сухуми, был назначен городским архитектором.
С 1899 года работал преимущественно в Тифлисе, где им было построено множество жилых домов, а также других зданий.
Участвовал в научных экспедициях академика Е. С. Такаишвили, в которых обследовались памятники древнегрузинского зодчества.

## Известные работы
Здание дворянской гимназии в Тифлисе (1899—1906), в котором впоследствии разместился Тбилисский университет.
В 1902 году реставрировал особняк князей Кобулашвили, ныне — Тбилисская государственная академия художеств.